# نادي روذرهام تاون
نادي روذرهام تاون هو نادي كرة قدم في إنجلترا تأسس في 1878.